# المفتش كرومبو

المفتش كرمبو

كرومبو هي شخصية كارتونية ابتكرها احمد مهدي صاحب شركة بانوراما للإنتاج الاعلامي، واستطاعت أن تحقق نجاحا ونجومية على مستوى العالم العربي وينتظرها الملايين للإجابة عن أسئلة المسابقة التي تعتمد على الكوميديا، وحقق الأداء الصوتي للمفتش كرومبو شعبيته الكبيرة، وبالطبع انتقل هذا النجاح إلى صفحات الإنترنت، بخاصة على الفيس بوك وdujfv موقع ومنتديات كرومبو من أوائل المواقع التي انشأت تحت اسم كرمبو حيث أنشأ جمهوره مجموعات كثيرة وجروبات وصفحات خاصة.
تدور حول فزورة يتم عرضها بطريقة كوميدية عرضت في شهر رمضان ولم يكن يتوقع مبتكرها أن تتجاوز هذه الحلقات شهر رمضان لتصبح حلقات أسبوعية تذاع يوميا وينتظرها كثير من المشاهدين نظرأ لنفحة الكوميديا العالية فيها والمستمدة من البيئة المصرية وحارتها الشعبية، وأسماء الشخصيات المستخدمة بطريقة ساخرة.

## احمد مهدي
- 1 مولف شخصية مفتش كرومبو وبرنامج الأطفال وش سلندر الذي حققا شهرة كبيرة علي مستوي الوطن العربي
- 2 عضو مجلس إدارة وشريك في مجموعة قنوات بانوراما (بانوراما دراما 1 & 2 _ بانوراما فيلم_ بانوراما اكشن _ بانوراما كوميدي _ بانوراما القرآن الكريم)
- 3 عضو مجلس اداراة وشريك في شركة بانوراما للإنتاج الاعلامي.

## مفتش كرومبو
شخصية كرتونية ظهر في مسابقة تكون عبارة عن قصة سرقة أو جريمة ولها 3 اجابات إحداها صحيحة، وفي بداية الكريسماس نهاية العام 2008 تم إضافة شخص جديد وهو سحس بومب التلميذ القديم لكرومبو.و بدأت المسابقة والتي تحمل اسم «مغامرات المفتش كرومبو» في الظهور منذ 4اعوام تقريبا علي التلفزيون المصري وقنوات مصرية مختلفة قنوات بانوراما
وبسبب النجاح الذي حققته حلقات مسابقة المفتش كرومبو، التي تعرض حالياً على 8 قنوات فضائية، لم تجعل ذلك حافزاً قوياً للاستمرار في عمل حلقات جديدة فحسب، بل الاستعداد لعمل مسلسل رمضانى من 30 حلقة، مدة الحلقة 10 دقائق بدلاً من 3 دقائق كما في المسابقة.

## الجوائز
تم تكريم احمد مهدي في العديد من المهرجانات والاحتفالات الكبري داخل مصر وخارجها ولعل أبرزها حصوله علي أفضل شخصية كرتونية في الشرق الأوسط (مفتش كرومبو) في مهرجان TREASURE ISLAND FILM في لاس فيغاس بالولايات المتحدة الأمريكية. كما حصل علي أفضل شخصية كرتونية علي مستوي الوطن العربي في مهرجان القنوات الفضائية العربية لعامي 2009 & 2010 علي التوالي.

## معنى كرومبو
وعن أصل معنى كملة كرومبو... بالبحث عن معني «كرومبو» في اللغات وجدنا معناها في اللغة العبريه وتعني مشروب «البوظه».، ولكن الأصل أن الاسم (المفتش كرومبو) هو تحوير لاسم شخصية المفتش كولومبو الشهيرة في السينما الأمريكية.

## صوت الشخصيات
أما اصوات الشخصيات من كرومبو إلى المشتبهين الثلاثة فهي صوت شخص واحد اسمه أمجد صبري ثم تلاه إسلام محي ثم سعودي حيث صوت المفتش كرومبو من أهم العلامات المميزة للحلقات حيث يمتاز المفتش كرمبو صوت ضخم وقوي يجعل منه شخصيه قويه متميزه.

## حلقات كرومبو
حتى الآن عدد الحلقات حوالي ثلاثة وعشرون حلقة.:
- 1- سرقة العقد
- 2- سرقة بنك السعادة
- 3- فيلا أستاذ مراد
- 4- سرقة الجرنال
- 5- سرقة السوبر ماركت
- 6- سرقة الكاوتش
- 7- سرقة المعلم حمبلة 1
- 8- السنيور نجرسكو
- 9- سماعة الميكروباص
- 10- سرقة في القطار
- 11- الدكتور كانس
- 12- سرقة التوكتوك
- 13- سرقة ام اويئ
- 14- سرقة المعلم حمبلة 2
- 15- خرم الكورة
- 16- حلقة الكريسماس وبابا نويل (الحلقة التي ظهر بها سحس بومب)
- 17- سرقة جوهرة المهراجا
- 18- سرقة طاقية الأخفاء
- 19- سرقة الساعة الدهب
- 20- حلقة الفالانتين
- 21- سرقة سيد أوف سايد (الحلقة التي ظهر بها حمبوزو لاوى بوزو كمساعد لكرومبو)
- 22- سرقة مدام نبيلة
- 23- سرقة سندويتشات بسيونى
- 24- سرقة الموبيل
- 25- اختيار السكرتيرة الجديدة
- 26- تخريب صاروخ بسيونى نظرات
- 27- مين إلى حدف الطماطماية
- 28- باكيزة بومب اتسرقت
- 29- سرقة الرسيفر
- 30- مين اللي اخر مصطفى قمر على الحفلة
- 31- سحس بومب اتخطف
- 32- قهوة المعلم شربوش اتسرقت
- 33- وسرقة فيلم اتش دبور من السينما
- 34- ومين سرق فروة خروف العيد
- 35- في مباراة مصر والجزائر
- 36- ومين سرق هدايا بابا نويل في سنة 2010
- 37- مين سرق محفظة كرومبو في التاكسي
- 38- والقرموطي ومين بلغ عن قهوة قرمط فايف ستار
- 39- ومين سرق الساعة في جبلاية جنينة الأسماك
- 40- ومين سرق الخاتم الألماس في الفالنتاين
- 41- ومين سرق حوللي شكرن لتحويل الأموال
- 42- في جريدة اليوم السائع
- 43- في محطة بنزين تشل وأون ذا زن
- 44-صيد السمك الجامبو أبو حجم كومب
- 45- لغز والمتهمين مي عز الدين وكريم محسن والسبكي
- 46- واقع في شبكتك
- 47- اختار طعم كومبو طعم شيبسي الجديد
- 48- مين اللي سرق فرشاة الخواجة سام الرسام
- 49- مين اللي غش من ورقة امتحان تنح
- 50- مين اللي قام بالسطو المشلح ع السطح المشلح
- 51- عشان يعرف مين اللي سرق الفلوس من شنطة ايديها
- 52- عشان يعرف مين اللي سرق الأنبوبة
- 53- مين اللي سرق الفانوس رمضان
- 54- وفي اللجنة تم سرقة ورقة استفتاء من مواطن
- 55- إنزل وشارك وقول نعم للدستور
- 56- والاشتباه في جسم غريب في المترو
- 57- الاهلي في اليابان
- 58- مين اللي سرق الغسيل
- 59- كرومبو الاصلي عودة
- 60- بودرة الظهور

## الخلاف بين بانوراما دراما وهيثم حمدي
حدث خلاف بين قناة بانوراما دراما وبين الأستاذ هيثم حمدى في اثبات حقوق الملكية وتم في النهاية اثباتها إلى الأستاذ احمد مهدي>

## قنوات بث المسابقة
تبث المسابقة القنوات المصرية الفضائية لأنها مسابقة بدأت في مصر ومن القنوات التي بدأت البث هي:
قنوات ميلودي، قنوات دريم، قناة المحور، قناة كايرو سينما وقناة بانوراما دراما 2 قناة موجه كوميدي

## كرومبو الأردني وكرومبو الإسرائيلي
ومن الشهرة التي لاقتها شخصية كرومبو بدأت قناة نورمينا الفضائية ببث دعاية لحلقات كرومبو باللهجة الأردنية
وفى عام 2010 قامت إسرائيل بترجمة حلقات المفتش كرومبو للغة العبرية نظرا لما حققته الحلقات من نجاح وقام احمد مهدي برفع دعوة قضائية أمام المحاكم الدولية ضد القناة الأسرائلية وما زالت القضية قائمة.